# 巴通叻差旺县
15°53′44″N 104°53′46″E / 15.89542°N 104.89611°E
巴通叻差旺县（發音：[pā.tʰūm râːt.t͡ɕʰā.wōŋ.sǎː]）是泰国依善地区安纳乍伦府的一个县，成立于1993年，面积520.8平方千米。2005年人口46100。海拔172米。下分7个区、73个村。